# 1. Bataillon (Osttimor)
Das 1. Bataillon (tetum 1º Batallaun, portugiesisch 1º Batalhão) ist eine osttimoresische Kampfeinheit und eines der beiden Infanteriebataillone des Landes. Zeitweise wurde die Einheit als Südbataillon (Batalhão Sul) bezeichnet.

## Geschichte

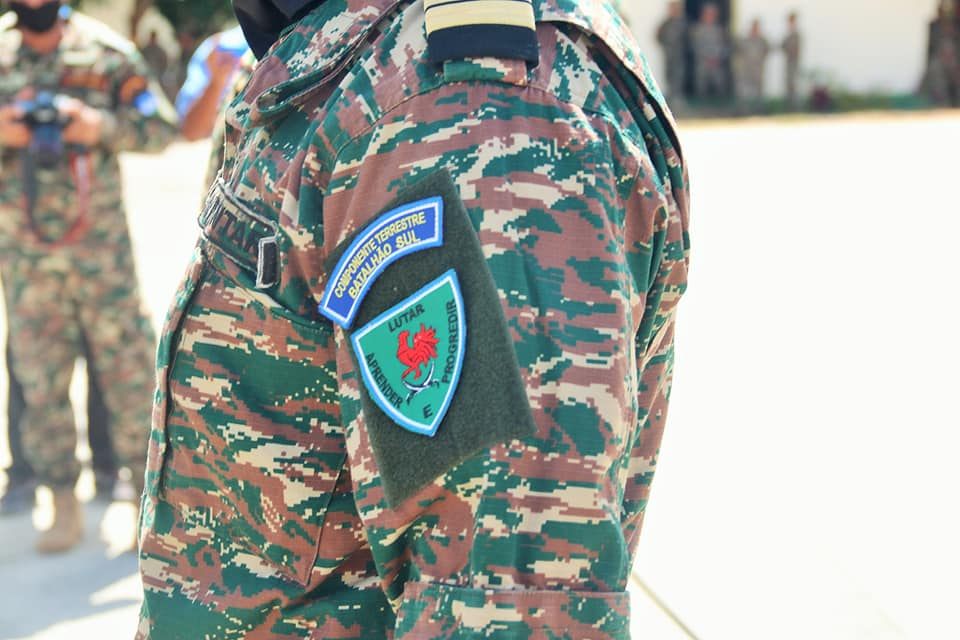
Wappen des Bataillons mit dem Zusatz „Südbataillon“

Das Bataillon wurde am 1. Februar 2001 aus Veteranen des Unabhängigkeitskampfes gegen Indonesien (1975–1999) gebildet. Während der Großteil der Soldaten des 2. Bataillons während der Unruhen in Osttimor 2006 rebellierte, blieb das 1. Bataillon loyal zur Regierung Osttimors. Ursprünglich in Taibesi bei Dili stationiert, wurde es später weiter nach Osten nach Laga verlegt.
Im Laufe der Jahre war das 1. Bataillon an Operationen wie der Grenzsicherung und der Abwehr interner Bedrohungen beteiligt. Auch bei der Bewältigung von Naturkatastrophen und humanitären Hilfsprogrammen hat es eine wichtige Rolle gespielt.